# Maszewskie Góry
Maszewskie Góry – zespół wzniesień z najwyższym o wysokości 159,64 m n.p.m. na Pojezierzu Kaszubskim, położone w woj. pomorskim, w powiecie lęborskim, na obszarze gminy Cewice.
Nazwę Maszewskie Góry wprowadzono urzędowo w 1949 roku, zastępując poprzednią niemiecką nazwę Massower Berge. Według polskiej przedwojennej mapy taktycznej wysokość najwyższego wzniesienia wynosi 154 m n.p.m. zaś według danych zawartych na "Geoportalu" 159,64 m n.p.m.